# Leskovac
Leskovac (cyr. Лесковац) – miasto w Serbii, stolica okręgu jablanickiego i siedziba miasta Leskovac. Leży nad Veternicą, będącą dopływem Morawy Południowej. W 2011 roku liczyło 65 289 mieszkańców.
W mieście rozwinął się przemysł włókienniczy, maszyn włókienniczych, metalowy, chemiczny oraz szklarski.

## Miasta partnerskie
- Kiustendił, Bułgaria
- Silistra, Bułgaria
- Płowdiw, Bułgaria